# Жумагалиев, Таумуш Нурушевич
Таумуш Нурушевич Джумагалиев (28 августа 1918, Кзылкогинский район, Гурьевская область — 26 июня 2010, Атырау) — советский и казахский учёный в области нефтегазовой геологии. кандидат геолого-минералогических наук (1955), профессор. Заслуженный геолог-разведчик Казахской ССР (1967). Лауреат Государственной премии Казахской ССР (1976).

## Биография
Родился в 1918 году, в ауле Коздыгара Кзылкогинского района Атырауской области.
В 1938 году Окончил Атырауский нефтяной техникум.
В 1940 по 1945 годы Окончил геологоразведочный факультет Казахского горно-металлургического института. по специальности «инженер-геолог».
Первооткрыватель месторождения Тепловско — Токаревское.
В 1938—1945 годах работал геологом на нефтепромыслах Доссор и Искене, будучи студентом, работал по совместительству в Институте геологических наук АН КазССР старшим коллектором, младшим научным сотрудником.
В 1945—1947 — главный геолог НПУ Искене. В 1945—1947, 1972—1985 — младший научный сотрудник, заведующий лабораторией, заведующий отделом, ученый секретарь, заместитель директора по науке, директор института КазНИГРИ.
кандидат геолого-минералогических наук (1955), профессор
В 1968—1972 — начальник Западно-Казахстанского геологического управления Министерства геологии КазССР.
С 2004 года член попечительского совета Общественного фонда «Мунайшы»
В 1986 году материалы по Карашыганаку были представлены на Государственную премию СССР и в числе соискателей выдвигается кандидатура Т. Н. Джумагалиева.
Почётный Профессор Атырауский государственный университет имени Х. Досмухамедова

## Публикации
Т. Н. Джумагалиевым и в соавторстве написано 140 научных работ, 100 из которых опубликовано в печати, в их числе пять монографий.
Он один из составителей и региональных редакторов карты нефтегазоносности СССР, карты прогноза нефтегазоносности КазССР, нефтегазоносности Прикаспийской нефтегазоносной провинции и Нижневолжской нефтегазоносной области, тектонической карты нефтегазоносных территорий СССР, нефтегеологического районирования и перспектив нефтегазоносной провинции и др., изданных в 1976, 1978, 1982, 1983, 1988 гг.

## Награды и звания
- За заслуги в развитии геологоразведочных работ и укрепления минерально-сырьевых ресурсов Казахстана в 1967 года ему присвоено почетное звание «Заслуженного геолога-разведчика Казахской ССР».[источник не указан 271 день]
- Лауреат Государственной премии Казахской ССР в области науки и техники (1976)[источник не указан 271 день]
- За открытие и освоение новых нефтяных месторождений полуострова Бузачи награждён орденом «Дружбы народов» (1980)
- Занесен в Книгу трудовой славы Мингео КазССР и РК профсоюза рабочих геологоразведочных работ.[источник не указан 271 день]
- Он награждён Грамотой Верховного Совета КазССР, медали «За трудовую доблесть», «В ознаменование 100-летия со дня рождения Владимира Ильича Ленина», «Ветеран труда», «Отличник разведки недр СССР».[источник не указан 271 день]
- Указом президента Республики Казахстан 1 сентября 1999 года за значительный вклад в освоение нефтегазовых месторождений и развитие нефтяной промышленности Казахстана награждён орденом «Курмет»[источник не указан 271 день]
- Орден Парасат за значительный вклад в освоение нефтегазовых месторождений и развитие нефтяной промышленности Казахстана.
- Почетный гражданин Атырауской области и Кзылкогинского района.[источник не указан 271 день]

## Память
В честь учёного названа улица Т.Джумагалиева в казахском селе Сорочье в Володарском районе Астраханской области.
В честь учёного также названа одна из улиц города Атырау в Казахстане.